# Скопски акведукт
Скопският акведукт (на македонска литературна норма: Скопски аквадукт) е акведукт и археологически обект, който се намира в село Визбегово на 2 km северозападно от Скопие, Северна Македония. Скопският акведукт е единственият запазен акведукт в Северна Македония и един от трите най-големи и добре запазени на територията на бивша Югославия, наред с Акведукта на Диоклециан край Сплит, Хърватска, и Барския акведукт в Черна гора.
Днес от пълната дължина на акведукта са останали съхранени само около 386 m и съдържа 53 колони и 54 основни и 42 второстепенни арки, построени от камък и тухлена зидария. На едно място акведуктът прави „коляно“ (завой).
Не е изяснено кога е построен Скопският акведукт, но се смята, че това се е случило по римско време за да снабдявал с вода римския военен лагер Скупи, или по ранновизантийско време, през управлението на император Юстиниан I, за да обслужва селището Юстиниана Прима, откъдето остава и името му Юстинианов акведукт. Според Иван Микулчич неговата зидария, както и запазените писмени споменавания за него от XVI век нататък определят акведукта като ранновизантийски.
Смята се, че е достигал до центъра на града, а източникът на пренасяната по акведукта вода е минералният извор Лавовец (село Глуво в планината Скопска Църна гора) на 9 км северозападно от Скопие.

## Галерия
- Акведуктът през 2014 г.
- Основни и второстепенни арки
- Снимка от архива на Христо Вакарелски
- По турско време, началото на 1900-те
- Реконструкция, 1906 г.
- Акведуктът